# Andrea Sestini Hlaváčková
Andrea Sestini Hlaváčková (Plzeň, 10 agosto 1986) è un'ex tennista ceca.
In singolare ha raggiunto la 58ª posizione nel settembre 2012, mentre in doppio è stata la numero tre del mondo nell'ottobre dello stesso anno.
Nata Andrea Hlaváčková, dal 2017 è sposata con l'italiano Fabrizio Sestini.

## Biografia
È arrivata per ventitré volte alla finale di tornei di doppio vincendone quindici, tra queste le più importanti sono state al Roland Garros 2011 e agli US Open 2013.
Nel circuito ITF vanta 7 vittorie in singolare, e 17 in doppio.
Il suo primo titolo risale nel maggio del 2007, dove s'impose insieme alla connazionale Petra Cetkovská all'I. ČLTK Prague Open.
Nel 2012 ha perso la finale di Wimbledon e dei Giochi olimpici di Londra in coppia con Lucie Hradecká contro le sorelle Williams. Agli US Open si sono arrese, invece, contro le italiane Sara Errani e Roberta Vinci, nello stesso torneo ha raggiunto il suo miglior risultato in singolare in un torneo del Grande Slam arrivando agli ottavi di finale dove si è arresa alla futura campionessa Serena Williams.
Il 21 luglio 2013 disputa la sua prima finale in singolare al Gastein Ladies dove si è arresa all'austriaca Yvonne Meusburger con il punteggio di 5-7, 2-6.
Il 6 settembre successivo vince il primo titolo Slam nella categoria del doppio misto insieme al bielorusso Maks Mirny, battendo la coppia messico-americana formata da Santiago González e Abigail Spears con il punteggio di 7-5(5), 6-3.
Insieme alla connazionale Lucie Hradecká ha vinto due titoli dello Slam in doppio battendo Elena Vesnina e Sania Mirza per 6-4, 6-3 nella finale degli Open di Francia 2011 e la coppia australiana formata da Ashleigh Barty e Casey Dellacqua per 6(4)-7, 6-1, 6-4 agli US Open 2013.
Il 6 febbraio 2019 annuncia di aspettare il primo figlio da Andrea Sestini, sposato due anni prima, e sospende quindi l'attività agonistica.
A fine luglio 2022, a quasi quattro anni dall'ultimo incontro di singolare avvenuto nelle qualificazioni della Rogers Cup 2018 e a tre anni e mezzo dall'ultima apparizione in doppio alle WTA Finals 2018, lascia ufficialmente il circuito partecipando al torneo di doppio del Livesport Prague Open di Praga insieme a Lucie Hradecká, uscendo al secondo turno contro la coppia formata da Miyu Katō e Samantha Murray.

## Statistiche

### Singolare

#### Sconfitte (1)
| Legenda:              |
| --------------------- |
| Grande Slam (0)       |
| Argenti Olimpici (0)  |
| WTA Finals (0)        |
| Premier Mandatory (0) |
| Premier 5 (0)         |
| Premier (0)           |
| International (1)     |

| N. | Data           | Torneo                      | Superficie  | Avversaria in finale | Punteggio |
| 1. | 21 luglio 2013 | Gastein Ladies, Bad Gastein | Terra rossa | Yvonne Meusburger    | 5-7, 2-6  |

### Doppio

#### Vittorie (27)
| Legenda: Prima del 2009 | Legenda: Dal 2009     |
| ----------------------- | --------------------- |
| Grande Slam (2)         |                       |
| Ori Olimpici (0)        |                       |
| WTA Finals (1)          |                       |
| Tier I (0)              | Premier Mandatory (2) |
| Tier II (0)             | Premier 5 (1)         |
| Tier III (1)            | Premier (4)           |
| Tier IV (2)             | International (14)    |

| N.  | Data              | Torneo                                                                 | Superficie    | Compagna            | Avversarie in finale                 | Punteggio           |
| 1.  | 7 maggio 2007     | I. ČLTK Prague Open, Praga                                             | Terra rossa   | Petra Cetkovská     | Ji Chunmei Sun Shengnan              | 7-6(7), 6-2         |
| 2.  | 28 aprile 2008    | I. ČLTK Prague Open, Praga (2)                                         | Terra rossa   | Lucie Hradecká      | Jill Craybas Michaëlla Krajicek      | 1-6, 6-3, [10–6]    |
| 3.  | 14 luglio 2008    | Gastein Ladies, Bad Gastein                                            | Terra rossa   | Lucie Hradecká      | Sesil Karatančeva Nataša Zorić       | 6-3, 6-3            |
| 4.  | 20 luglio 2009    | Gastein Ladies, Bad Gastein (2)                                        | Terra rossa   | Lucie Hradecká      | Tatjana Maria Andrea Petković        | 6-2, 6-4            |
| 5.  | 3 gennaio 2010    | Brisbane International, Brisbane                                       | Cemento       | Lucie Hradecká      | Melinda Czink Arantxa Parra Santonja | 2-6, 7–6(3), [10-4] |
| 6.  | 24 aprile 2011    | Grand Prix SAR La Princesse Lalla Meryem, Fès                          | Terra rossa   | Renata Voráčová     | Nina Bratčikova Sandra Klemenschits  | 6-3, 6-4            |
| 7.  | 21 maggio 2011    | Brussels Open, Bruxelles                                               | Terra rossa   | Galina Voskoboeva   | Klaudia Jans-Ignacik Alicja Rosolska | 3-6, 6-0, [10-5]    |
| 8.  | 3 giugno 2011     | Open di Francia, Parigi                                                | Terra rossa   | Lucie Hradecká      | Sania Mirza Elena Vesnina            | 6-4, 6-3            |
| 9.  | 7 gennaio 2012    | ASB Classic, Auckland                                                  | Cemento       | Lucie Hradecká      | Julia Görges Flavia Pennetta         | 6(2)-7, 6-2, [10-7] |
| 10. | 25 febbraio 2012  | Regions Morgan Keegan Championships and Memphis International, Memphis | Cemento (i)   | Lucie Hradecká      | Vera Duševina Ol'ga Govorcova        | 6-3, 6-4            |
| 11. | 19 agosto 2012    | Cincinnati Open, Cincinnati                                            | Cemento       | Lucie Hradecká      | Katarina Srebotnik Zheng Jie         | 6-1, 6-3            |
| 12. | 21 ottobre 2012   | BGL-BNP Paribas Open Luxembourg, Lussemburgo                           | Cemento (i)   | Lucie Hradecká      | Irina-Camelia Begu Monica Niculescu  | 6-3, 6-4            |
| 13. | 14 luglio 2013    | Hungarian Grand Prix, Budapest                                         | Terra rossa   | Lucie Hradecká      | Nina Bratčikova Anna Tatišvili       | 6-4, 6-1            |
| 14. | 7 settembre 2013  | US Open, New York                                                      | Cemento       | Lucie Hradecká      | Ashleigh Barty Casey Dellacqua       | 6(4)-7, 6-1, 6-4    |
| 15. | 4 ottobre 2014    | China Open, Pechino                                                    | Cemento       | Peng Shuai          | Cara Black Sania Mirza               | 6-4, 6-4            |
| 16. | 29 aprile 2016    | Sparta Prague WTA, Praga                                               | Terra rossa   | Margarita Gasparjan | María Irigoyen Paula Kania           | 6-4, 6-2            |
| 17. | 12 giugno 2016    | Nottingham Open, Nottingham                                            | Erba          | Peng Shuai          | Gabriela Dabrowski Yang Zhaoxuan     | 7-5, 3-6, [10-7]    |
| 18. | 18 settembre 2016 | Coupe Banque Nationale, Québec                                         | Sintetico (i) | Lucie Hradecká      | Alla Kudrjavceva Aleksandra Panova   | 7-6(2), 7-6(2)      |
| 19. | 21 ottobre 2016   | Kremlin Cup, Mosca                                                     | Cemento (i)   | Lucie Hradecká      | Dar'ja Gavrilova Dar'ja Kasatkina    | 4-6, 6-0, [10-7]    |
| 20. | 7 gennaio 2017    | Shenzhen Open, Shenzhen                                                | Cemento       | Peng Shuai          | Ioana Raluca Olaru Ol'ga Savčuk      | 6-1, 7-5            |
| 21. | 5 maggio 2017     | Grand Prix SAR La Princesse Lalla Meryem, Rabat (2)                    | Terra rossa   | Tímea Babos         | Nina Stojanović Maryna Zanevska      | 2-6, 6-3, [10-5]    |
| 22. | 17 settembre 2017 | Coupe Banque Nationale, Québec (2)                                     | Sintetico (i) | Tímea Babos         | Bianca Andreescu Carson Branstine    | 6-3, 6-1            |
| 23. | 30 settembre 2017 | Tashkent Open, Tashkent                                                | Cemento       | Tímea Babos         | Nao Hibino Oksana Kalašnikova        | 7-5, 6-4            |
| 24. | 20 ottobre 2017   | Kremlin Cup, Mosca (2)                                                 | Cemento (i)   | Tímea Babos         | Nicole Melichar Anna Smith           | 6-2, 3-6, [10-3]    |
| 25. | 29 ottobre 2017   | WTA Finals, Singapore                                                  | Cemento (i)   | Tímea Babos         | Kiki Bertens Johanna Larsson         | 4-6, 6-4, [10-5]    |
| 26. | 25 agosto 2018    | Connecticut Open, New Haven                                            | Cemento       | Barbora Strýcová    | Hsieh Su-wei Laura Siegemund         | 6-4, 6(7)-7, [10-4] |
| 27. | 7 ottobre 2018    | China Open, Pechino (2)                                                | Cemento       | Barbora Strýcová    | Gabriela Dabrowski Xu Yifan          | 4-6, 6-4, [10-8]    |

#### Sconfitte (23)
| Legenda:              |
| --------------------- |
| Grande Slam (4)       |
| Argenti Olimpici (1)  |
| WTA Finals (1)        |
| Premier Mandatory (2) |
| Premier 5 (3)         |
| Premier (6)           |
| International (6)     |

| N.  | Data              | Torneo                                       | Superficie    | Compagna         | Avversarie in finale                             | Punteggio            |
| 1.  | 19 febbraio 2011  | Cellular South Cup, Memphis                  | Cemento (i)   | Lucie Hradecká   | Ol'ga Govorcova Alla Kudrjavceva                 | 3-6, 6-4, [8-10]     |
| 2.  | 16 luglio 2011    | Internazionali Femminili di Palermo, Palermo | Terra rossa   | Klára Zakopalová | Sara Errani Roberta Vinci                        | 5-7, 1-6             |
| 3.  | 8 luglio 2012     | Torneo di Wimbledon, Londra                  | Erba          | Lucie Hradecká   | Serena Williams Venus Williams                   | 5-7, 4-6             |
| 4.  | 5 agosto 2012     | Tennis ai Giochi della XXX Olimpiade, Londra | Erba          | Lucie Hradecká   | Serena Williams Venus Williams                   | 4-6, 4-6             |
| 5.  | 25 agosto 2012    | New Haven Open at Yale, New Haven            | Cemento       | Lucie Hradecká   | Liezel Huber Lisa Raymond                        | 6-4, 0-6, [4-10]     |
| 6.  | 9 settembre 2012  | US Open, New York                            | Cemento       | Lucie Hradecká   | Sara Errani Roberta Vinci                        | 4-6, 2-6             |
| 7.  | 28 ottobre 2012   | WTA Tour Championships, Istanbul             | Cemento (i)   | Lucie Hradecká   | Nadia Petrova Marija Kirilenko                   | 1-6, 4-6             |
| 8.  | 3 febbraio 2013   | Open GDF Suez, Parigi                        | Cemento (i)   | Liezel Huber     | Sara Errani Roberta Vinci                        | 1-6, 1-6             |
| 9.  | 7 aprile 2013     | Family Circle Cup, Charleston                | Terra verde   | Liezel Huber     | Kristina Mladenovic Lucie Šafářová               | 3-6, 6(6)-7          |
| 10. | 15 settembre 2013 | Bell Challenge, Québec                       | Sintetico (i) | Lucie Hradecká   | Alla Kudrjavceva Anastasija Rodionova            | 4-6, 3-6             |
| 11. | 14 settembre 2014 | Bell Challenge, Québec (2)                   | Sintetico (i) | Julia Görges     | Lucie Hradecká Mirjana Lučić-Baroni              | 3-6, 6(8)-7          |
| 12. | 1º marzo 2015     | Abierto Mexicano Telcel, Acapulco            | Cemento       | Lucie Hradecká   | Lara Arruabarrena Vecino María Teresa Torró Flor | 6(2)-7, 7-5, [11-13] |
| 13. | 21 giugno 2015    | AEGON Classic, Birmingham                    | Erba          | Lucie Hradecká   | Carla Suárez Navarro Garbiñe Muguruza            | 4-6, 4-6             |
| 14. | 18 ottobre 2015   | Generali Ladies Linz, Linz                   | Cemento (i)   | Lucie Hradecká   | Raquel Kops-Jones Abigail Spears                 | 3-6, 5-7             |
| 15. | 19 gennaio 2016   | Australian Open, Melbourne                   | Cemento       | Lucie Hradecká   | Martina Hingis Sania Mirza                       | 6(1)-7, 3-6          |
|     | 13 agosto 2016    | 4º posto ai Giochi Olimpici, Rio de Janeiro  | Cemento       | Lucie Hradecká   | Lucie Šafářová Barbora Strýcová                  | 5-7, 1-6             |
| 16. | 27 gennaio 2017   | Australian Open, Melbourne (2)               | Cemento       | Peng Shuai       | Bethanie Mattek-Sands Lucie Šafářová             | 7–6(4), 3-6, 3-6     |
| 17. | 25 febbraio 2017  | Dubai Tennis Championships, Dubai            | Cemento       | Peng Shuai       | Ekaterina Makarova Elena Vesnina                 | 2-6, 6-4, [7-10]     |
| 18. | 13 maggio 2017    | Mutua Madrid Open, Madrid                    | Terra rossa   | Tímea Babos      | Chan Yung-jan Martina Hingis                     | 4-6, 3-6             |
| 19. | 8 ottobre 2017    | China Open, Pechino                          | Cemento       | Tímea Babos      | Chan Yung-jan Martina Hingis                     | 1-6, 4-6             |
| 20. | 12 gennaio 2018   | Apia International Sydney, Sydney            | Cemento       | Latisha Chan     | Gabriela Dabrowski Xu Yifan                      | 3-6, 1-6             |
| 21. | 20 maggio 2018    | Internazionali BNL d'Italia, Roma            | Terra rossa   | Barbora Strýcová | Ashleigh Barty Demi Schuurs                      | 3-6, 4-6             |
| 22. | 22 settembre 2018 | Toray Pan Pacific Open, Tokyo                | Sintetico (i) | Barbora Strýcová | Miyu Katō Makoto Ninomiya                        | 4-6, 4-6             |
| 23. | 29 settembre 2018 | Wuhan Open, Wuhan                            | Cemento       | Barbora Strýcová | Elise Mertens Demi Schuurs                       | 3-6, 3-6             |

### Doppio misto

#### Vittorie (1)
| Tornei del Grande Slam  |
| ----------------------- |
| Australian Open (0)     |
| Open di Francia (0)     |
| Torneo di Wimbledon (0) |
| US Open (1)             |

| N. | Data             | Torneo            | Superficie | Partner    | Avversario in finale             | Punteggio   |
| 1. | 6 settembre 2013 | US Open, New York | Cemento    | Maks Mirny | Santiago González Abigail Spears | 7-6(5), 6-3 |

## Risultati in progressione
| Sigla | Risultato               |
| ----- | ----------------------- |
| V     | Vincitore               |
| F     | Finalista               |
| SF    | Semifinalista           |
| O     | Oro olimpico            |
| A     | Argento olimpico        |
| SF    | Bronzo olimpico         |
| QF    | Quarti di Finale        |
| 4T    | Quarto turno            |
| 3T    | Terzo turno             |
| 2T    | Secondo turno           |
| 1T    | Primo turno             |
| RR    | Round Robin             |
| LQ    | Turno di qualificazione |
| A     | Assente                 |
| ND    | Non disputato           |

| Legenda superfici    |
| -------------------- |
| Cemento              |
| Terra battuta        |
| Erba                 |
| Superficie variabile |

### Singolare nei tornei del Grande Slam
| Torneo          | 2007 | 2008 | 2009 | 2010 | 2011 | 2012 | 2013 | 2014 | 2015 | 2016 | 2017 | V--S |
| --------------- | ---- | ---- | ---- | ---- | ---- | ---- | ---- | ---- | ---- | ---- | ---- | ---- |
| Australian Open | A    | A    | A    | A    | 2T   | 1T   | 1T   | Q2   | A    | Q1   | A    | 1-3  |
| Open di Francia | A    | A    | A    | A    | 1T   | Q2   | 1T   | Q1   | 1T   | Q2   | A    | 0-3  |
| Wimbledon       | A    | A    | A    | 2T   | 2T   | 2T   | 1T   | 1T   | Q1   | Q3   | A    | 3-5  |
| US Open         | A    | A    | A    | A    | Q3   | 4T   | Q3   | Q2   | Q1   | A    | A    | 3-1  |
| Totale          | 0-0  | 0-0  | 0-0  | 1-1  | 1-3  | 4-3  | 0-3  | 0-1  | 0-1  | 0-0  | 0-0  | 7-12 |

### Doppio nei tornei del Grande Slam
| Torneo          | 2007 | 2008 | 2009 | 2010 | 2011 | 2012 | 2013 | 2014 | 2015 | 2016 | 2017 | V--S  |
| --------------- | ---- | ---- | ---- | ---- | ---- | ---- | ---- | ---- | ---- | ---- | ---- | ----- |
| Australian Open | A    | A    | 2T   | 3T   | 2T   | SF   | 2T   | QF   | 3T   | F    | F    | 24-9  |
| Open di Francia | A    | A    | 1T   | 3T   | V    | SF   | SF   | 1T   | SF   | QF   |      | 23-7  |
| Wimbledon       | 2T   | 1T   | 1T   | 2T   | 1T   | F    | QF   | SF   | 2T   | 3T   |      | 17-10 |
| US Open         | A    | A    | 2T   | 1T   | QF   | F    | V    | QF   | 3T   | 3T   |      | 22-7  |
| Totale          | 1-1  | 0-1  | 2-4  | 5-4  | 10-3 | 18-4 | 14-3 | 10-4 | 9-4  | 12-4 | 5-1  | 86-34 |

### Doppio misto nei tornei del Grande Slam
| Torneo          | 2007 | 2008 | 2009 | 2010 | 2011 | 2012 | 2013 | 2014 | 2015 | 2016 | 2017 |
| --------------- | ---- | ---- | ---- | ---- | ---- | ---- | ---- | ---- | ---- | ---- | ---- |
| Australian Open | A    | A    | A    | A    | A    | QF   | 2T   | 2T   | QF   | 2T   | 1T   |
| Open di Francia | A    | A    | A    | 2T   | A    | 1T   | 2T   | 1T   | 1T   | SF   |      |
| Wimbledon       | A    | A    | 1T   | 1T   | 2T   | 2T   | 2T   | 3T   | 3T   | 3T   |      |
| US Open         | A    | A    | A    | 1T   | 1T   | 2T   | V    | 2T   | SF   | 2T   |      |